# Madeleine Blomberg
Madeleine Blomberg, född 13 april 1986 och uppvuxen i Halmstad, är en svensk modell. Blomberg har bland annat arbetat för Miu Miu, Prada, Asprey, Jean-Paul Gaultier, J.Lindeberg och Giorgio Armani. 
Hon är bland annat knuten till modellagenturerna Stockholmsgruppen och IMG New York.